# 贝班
贝班（法語：Bébing，法語發音：[bebɛ̃]）是法国摩泽尔省的一个市镇，属于萨尔堡-萨兰堡区。

## 地理
贝班（48°42'44"N, 6°59'47"E）面积9.57 平方千米，位于法国大東部大區摩泽尔省，该省份为法国东北部内陆省份，是洛林的一部分，西南接默尔特-摩泽尔省，东临下莱茵省，北与卢森堡和德国接壤。
与贝班接壤的市镇（或旧市镇、城区）包括：巴尔尚、欧克洛谢、埃曼、伊姆兰、凯尔普里什欧布瓦、朗加特、萨尔堡、舒阿桑日。

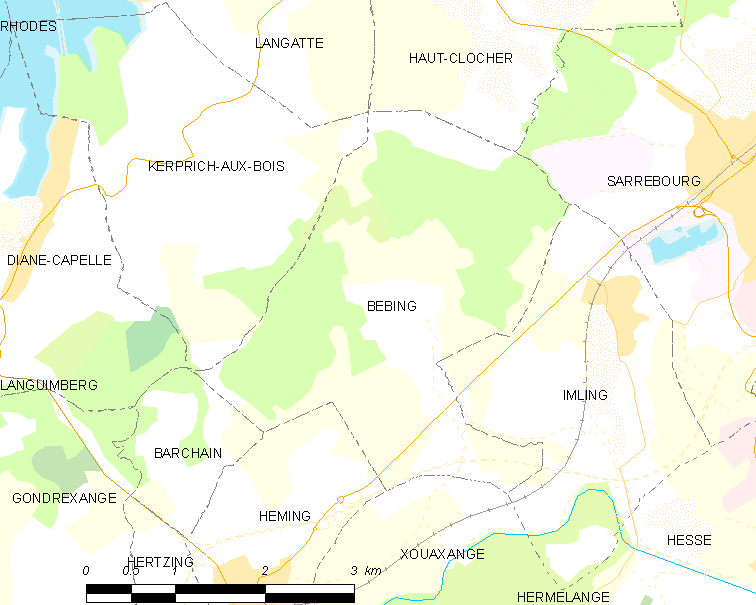
贝班的OSM定位图

贝班的时区为UTC+01:00、UTC+02:00（夏令时）。

## 行政
贝班的邮政编码为57830，INSEE市镇编码为57056。

## 政治
贝班所属的省级选区为萨尔堡县。

## 人口

1962-2008年间贝班人口变化图示

贝班于2022年1月1日时的人口数量为189人。